# D-lattato deidrogenasi (citocromo)
La D-lattato deidrogenasi (citocromo) è un enzima appartenente alla classe delle ossidoreduttasi, che catalizza la seguente reazione:
(R)-lattato + 2 ferricitocromo c ⇄ piruvato + 2 ferrocitocromo c
Una flavoproteina (FAD).